# District d'Antalaha
Le district d'Antalaha est un district malgache située dans la région de Sava au nord du pays, dans la province de Diego-Suarez.
Le district est constitué de quatorze communes (Kaominina) rurales et urbaines sur une superficie de 7 085 km2 :
| Ambalabe           | 16 250       |  |
| Ambinanifaho       | 6 573        |  |
| Ambohitralanana    | 17 850       |  |
| Ampahana           | 25 000       |  |
| Ampohibe           | 23 623       |  |
| Antalaha Chef-lieu | 75 000       |  |
| Antananambo        | 18 232       |  |
| Antombana          | 18 592       |  |
| Antsahanoro        | 16 253       |  |
| Antsambalahy       | 11 284       |  |
| Lanjarivo          | 11 326       |  |
| Marofinaritra      | 14 546       |  |
| Sarahandrano       | 12 758       |  |
| Vinanivao          | 14 906       |  |
| 14 communes        | 186 322 hab. |  |